# Lech Szaraniec
Lech Szaraniec (ur. 2 marca 1940 w Iwanowicach Dużych) – polski historyk, muzealnik, nauczyciel akademicki, doktor nauk humanistycznych, organizator restytuowanego w 1984 Muzeum Śląskiego w Katowicach i jego dyrektor w latach 1984–2008, autor publikacji poświęconych historii, sztuce i kulturze Katowic i Górnego Śląska.

## Życiorys
Jest absolwentem liceum pedagogicznego (1957) oraz studiów historycznych na Wydziale Filologiczno-Historycznym Wyższej Szkoły Pedagogicznej w Katowicach (1966). Początkowo był nauczycielem w Szkole Podstawowej nr 35 w Katowicach-Ligocie. Po uzyskaniu w 1974 stopnia doktora nauk humanistycznych w zakresie historii na Wydziale Nauk Społecznych Uniwersytetu Śląskiego w Katowicach (rozprawa: Załoga koncernu Hohenlohe i jej walka klasowa w latach 1905–1939), pracował tam w latach 1975–1981 jako nauczyciel akademicki na stanowisku adiunkta, a następnie (w latach 1981–1984) był kierownikiem Wydziału Kultury i Sztuki Urzędu Miejskiego w Katowicach. W 1984 został organizatorem i dyrektorem Muzeum Śląskiego w Katowicach, piastując to stanowisko do przejścia na emeryturę w 2008. W tym okresie dodatkowo prowadził w weekendy zajęcia dla studentów zaocznych na Uniwersytecie Śląskim. W 1988 ukończył Podyplomowe Studium Muzeologiczne na Uniwersytecie Jagiellońskim w Krakowie.

### Dyrektor Muzeum Śląskiego w Katowicach
Będąc organizatorem i dyrektorem Muzeum Śląskiego (1 grudnia 1984 – 10 lutego 2008) opracował program jego działalności, pozyskał fachowe kadry (organizując ich muzeologiczne kształcenie na Uniwersytecie Jagiellońskim), nadzorował adaptację na cele muzealne (w latach 1984–1992) tymczasowej siedziby w gmachu po Zakładach Drzewnych Przemysłu Węglowego przy al. Wojciecha Korfantego 3. Był również inicjatorem powołania w 1999 Komitetu Budowy Nowego Gmachu Muzeum Śląskiego. Z jego inicjatywy Muzeum Śląskie jako pierwsze w Polsce rozpoczęło stałą współpracę z Lwowską Galerią Sztuki (w 1994 podpisano umowę o współpracy kulturalnej i wymianie naukowej pomiędzy obiema instytucjami). W Katowicach zaprezentowano szereg wystaw z lwowskiej kolekcji (m.in. Twórczość Jacka Malczewskiego w 1996, Kazimierz Sichulski. Malarstwo, rysunek, grafika w 2000). Dzięki jego staraniom obrazy wypożyczane ze Lwowa poddane zostały konserwacji w muzealnej pracowni, co stanowi duży wkład w ratowanie polskiego dziedzictwa kulturowego za granicą. W okresie jego zarządzania Muzeum Śląskie było wielokrotnie nagradzane i wyróżniane w organizowanym przez Ministerstwo Kultury Konkursie na Wydarzenie Muzealne Roku – Sybilla. Lech Szaraniec był autorem m.in. cyklu wystaw z dziejów Śląska zrealizowanych w Muzeum Śląskim oraz wydawnictw poświęconych historii, sztuce i architekturze Katowic i Górnego Śląska. Przygotowywał i koordynował zakup w 2005 przez Muzeum Śląskie terenu byłej kopalni „Katowice”, ogłoszenie i przebieg międzynarodowego konkursu architektonicznego nowej siedziby placówki (rozstrzygniętego w 2007) oraz porozumienie z władzami województwa śląskiego i miasta Katowice w sprawie finansowania budowy nowego głównego gmachu (podpisane 2 listopada 2006). Doprowadził też do wpisania 7 lipca 2006 Muzeum Śląskiego do Państwowego Rejestru Muzeów i uzyskania przez nie statusu „muzeum rejestrowanego” (drugiego w województwie śląskim, po Muzeum Zamkowym w Pszczynie).

## Publikacje
Lech Szaraniec jest autorem licznych publikacji propagujących wiedzę o Śląsku:

### Opracowania
- Katowice. Przewodnik (1973, razem z Krystyną Szaraniec)
- Załoga koncernu Hohenlohe i jej walka klasowa w latach 1905–1939 (1976, książkowa wersja rozprawy doktorskiej)
- Katowice i okolice (1978, razem z Krystyną Szaraniec i Karolem Szarowskim)
- Osady i osiedla Katowic (1980, wyd. II zm. 1984, nowe zm. 1996, nowe poszerz. 2010)
- Paweł Steller (1980)
- Klasa robotnicza Katowic w Polsce Ludowej. Wybrane zagadnienia (1980, pod red. Lecha Szarańca i Andrzeja Topola)
- Znani i nieznani Katowiczanie. Wybór sylwetek zasłużonych dla miasta (1980, pod red. Lecha Szarańca)
- Pomniki i miejsca pamięci narodowej (1984)
- Wojciech Korfanty (1984)
- Teofil Ociepka (1984)
- Architektura Katowic (1984)
- Z dziejów ziemi górnośląskiej (1985)
- Muzeum Śląskie (1989)
- Tadeusz Dobrowolski (1899−1984). Pierwszy dyrektor Muzeum Śląskiego w Katowicach 1927−1939 (1987)
- Tadeusz Dobrowolski 1899−1984 (1988)
- Zabytkowe ośrodki miejskie Górnego Śląska i pogranicza (1988)
- Muzeum Śląskie w Katowicach (1990)
- Zabytkowe ośrodki miejskie. Górny Śląsk, Małopolska południowo-zachodnia, północno-zachodnia, Śląsk (1992)
- Śląsk: Dolny, Górny, Opawski (1993)
- Tadeusz Dobrowolski (1899−1984) – malarz, konserwator, muzealnik, historyk sztuki. W 10 rocznicę (1994)
- Śląsk Opawski. Historia i zabytki (1995)
- Katowice w dawnej i współczesnej fotografii (1996)
- Górny Śląsk. Przewodnik (1997)
- Wojciech Korfanty. Przywódca chadecji na Górnym Śląsku w II Rzeczypospolitej (1997)
- Rozwój przemysłu hutniczego na Górnym Śląsku. Uwarunkowania polityczne i ekonomiczne (2000)
- Muzea województwa śląskiego. Informator dla Polaków – kandydatów do pracy za granicą, dla pracowników zainteresowanych pracą cudzoziemców w Polsce (2000, wstęp Lech Szaraniec)
- Kopalnia Węgla Kamiennego „Wieczorek”. Zarys monograficzny (2001)
- Muzealnictwo na Górnym Śląsku 1802−2002 (2002)
- Słownik osady i osiedla Katowic (2003)
- Sztuka Górnego Śląska (2004, pod red. Lecha Szarańca)
- Księga poległych w powstaniach śląskich 1919−1920−1921 (2005, red. Lech Szaraniec)
- Narodziny miasta Katowice (2006, razem z Andrzejem Złotym)
- Życie kulturalne na Górnym Śląsku 1902−2001. Refleksje nad przeszłością i teraźniejszością (2006, razem z Antonim Gładyszem)
- Muzeum Śląskie 1924−2005 (2006)
- Prof. zw. dr hab. Andrzej Brożek – życie i twórczość (2006, mater. do druku przygot. Rudolf Brom, Lech Szaraniec, Józef Śliwiok)
- Wielokulturowość Górnego Śląska (2007)
- Moje Katowice (części: [1] – 2014, 2 – 2015, 3 – 2018, 4 – 2019, 5 – 2022) – przedruki felietonów publikowanych od 2011 w „Dzienniku Zachodnim”[4]

### Poezja
- Powroty – wiersze z lat 1956–1964 (2006)
- Wiersze wybrane (2011)

## Działalność społeczna
Jest członkiem Oddziału Górnośląskiego Stowarzyszenia Historyków Sztuki oraz Stowarzyszenia Muzealników Polskich, w którym pełnił funkcję prezesa Oddziału Śląskiego. Był współzałożycielem (1970) i zastępcą przewodniczącego Katowickiego Towarzystwa Społeczno-Kulturalnego, członkiem i sekretarzem generalnym (od 1994) Górnośląskiego Towarzystwa Przyjaciół Nauk im. Walentego Roździeńskiego oraz prezesem zarządu Głównego Towarzystwa Przyjaźni Polsko-Rumuńskiej. Zasiadał w Radzie Ekspertów Śląskiego Towarzystwa Zachęty Sztuk Pięknych. W 2007 został członkiem Honorowego Komitetu Muzeum PRL-u w Rudzie Śląskiej.

## Zaangażowanie polityczne
W czasie wyborów prezydenckich 2005 był członkiem Śląskiego Honorowego Komitetu Poparcia Donalda Tuska.

## Ordery, odznaczenia i nagrody

### Ordery i odznaczenia
- 2004 – Krzyż Oficerski Orderu Odrodzenia Polski[18]
- 2004 – Złota Odznaka Honorowa za Zasługi dla Województwa Śląskiego (za zasługi dla rozwoju i upowszechniania kultury oraz muzealnictwa w województwie śląskim)[7]
- 2007 – Srebrny Medal „Zasłużony Kulturze Gloria Artis” (ochrona dziedzictwa)[19]
- 2017 – Złoty Medal „Zasłużony Kulturze Gloria Artis” (muzealnictwo)[19]
- 2016 – Medal im. Tadeusza Dobrowolskiego (Oddział Śląski Stowarzyszenia Muzealników Polskich)[20]

### Nagrody
- 2003 – Nagroda Allianz (Katowice)[21]
- 2005 – Złoty Laur Umiejętności i Kompetencji (Regionalna Izba Gospodarcza w Katowicach)[22]
- 2007 – Nagroda Marszałka Województwa Śląskiego za upowszechnianie i ochronę dóbr kultury (za całokształt dokonań na rzecz muzealnictwa)[23]
- 2007 – Nagroda „Hanysa” za popularyzację historii i kultury regionu[24]
- 2019 – Kryształowy Laur Umiejętności i Kompetencji (wraz z żoną Krystyną) (Regionalna Izba Gospodarcza w Katowicach)[25]

## Życie prywatne
Jest synem Stefana Szarańca i Stefanii z domu Kowalik. Jego małżonką jest historyczka Krystyna Szaraniec (emerytowana Dyrektor Teatru Śląskiego w Katowicach), z którą ma syna Marka. Interesuje się i zajmuje m.in. fotografiką, kolekcjonowaniem kart pocztowych z okresu międzywojennego, uprawia malarstwo i pisze wiersze. Mieszka w Katowicach.